# Mannophorus forreri
Mannophorus forreri là một loài bọ cánh cứng trong họ Cerambycidae.